# うちの嫁さんあっちむいてプイ!
『うちの嫁さんあっちむいてプイ!』（うちのよめさんあっちむいてプイ!）は、1981年8月3日から同年9月14日までフジテレビ系列で放送されたテレビドラマ。全6回。放送時間（JST）は月曜20:00 - 20:54。

## 概要
東京都内に住むあさみと商社勤務の雄介、息子の純平のごく普通の一家の元に、姑の元子が突然やって来た。元子は雄介の兄・忠男一家と同居していたが、忠男の大阪への転勤話が持ち上がったので、あさみの所に来たのだと言う。あさみは本当は、鎌倉に居る自分の母と一緒に暮らしたいと思ってはいるが…。
刑事ドラマや学園ドラマなどが主流だったこの枠久々のホームドラマで、以後最終作の『おまかせください、オレの女房どの』までホームドラマが継続する。ちなみにテレビ長崎はこの番組終了後月曜20時枠を日本テレビのザ・トップテンに切り替えた。
1年後の1982年8月2日には、同枠でシリーズ第2弾『うちの嫁さんどっちむいてプイ!』が制作された。

## 出演者
- 矢代あさみ：市毛良枝
- 矢代雄介（夫）：前田吟
- 矢代純平（息子）：田中康憲
- 矢代元子（雄介の母）：赤木春恵
- 和子（あさみの母）：加藤治子
- あさみの父：松村達雄
- 矢代忠男：柳生博
- 矢代澄子（忠男の妻）佐藤オリエ
- 幸子（元子の娘）：吉行和子
- 融：斉藤康彦
- 井田州彦
- 秋山俊吾：みなみらんぼう - 喫茶店のマスター
- 悦子：上田美恵 - 融のガールフレンド（第5話）
- 隣家のツヤ：菅井きん

ほか

## スタッフ
- 脚本：岡田正代
- 監督：富本壮吉、山本邦彦
- プロデューサー：柳田博美
- 制作：大映テレビ株式会社、フジテレビ

## サブタイトル
| 話数 | 放送日 （1981年） | サブタイトル         | 脚本     | 監督               |
| ---- | ----------------- | -------------------- | -------- | ------------------ |
| 1    | 8月3日            | ああ、受難           | 岡田正代 | 富本壮吉、山本邦彦 |
| 2    | 8月10日           | ああ！亭主も受難     | 岡田正代 | 富本壮吉           |
| 3    | 8月17日           | ああ！ボクもつらいよ | 岡田正代 | 山本邦彦           |
| 4    | 8月24日           | ああ！わが名は姑!?   | 岡田正代 | 富本壮吉           |
| 5    | 9月7日            | ああ!!もうイヤッ     | 岡田正代 | 山本邦彦           |
| 6    | 9月14日           | 今度こそサヨナラ     | 岡田正代 | 富本壮吉           |